# Wang Feng (politik)
Wang Feng (čínsky pchin-jinem Wāng Fēng, znaky zjednodušené 汪锋, tradiční 汪鋒; 1910–1998) byl čínský komunistický politik, účastník války s Japonskem i občanské války, po vzniku Čínské lidové republiky pracoval ve vedoucích funkcích v severozápadním byru ÚV KS Číny a severozápadním vojensko-administrativním výboru, ve druhé polovině 50. let se zabýval národnostní politikou ve výboru pro národnostní menšiny při státní radě a v oddělení jednotné fronty ÚV KS Číny. Od roku 1958 vedl oblastní organizaci KS Číny v autonomní oblasti Ning-sia, v letech 1961–1966 byl prvním tajemníkem kansuského provinčního výboru KS Číny. Během kulturní revoluce byl svržen z funkcí a pronásledován, do politiky se vrátil od roku 1977, působil v Sin-ťiangu, v letech 1978–1981 jako první tajemník sinťiangského oblastního výboru KS Číny a do roku 1979 i jako předseda tamní vlády. Byl členem širšího vedení KS Číny jako kandidát (1958–1966) a člen (1977–1982) ústředního výboru a člen ústřední poradní komise (1982–1992).

## Život
Wang Feng se narodil roku 1910 v okresu Lan-tchien v provincii Šen-si. Během studií na Pekingské univerzitě vstoupil do Komunistického svazu mládeže, později i do Komunistické strany Číny. Působil v pohraniční oblasti Šen-si-Kan-su-Ning-sia, roku 1935 se účastnil jednání komunistů s generálem Jang Chu-čchengem ze Severozápadní armády v Si-anu, roku 1936 působil mimo jiné jako vedoucí vojenského oddělení stranického výboru provincie Šen-si, tajemník místního výboru v Kuan-čungu a tajemník pracovního výboru provincie Šen-si. Během občanské války po roce 1946 působil jako politický komisař 38. armády v komunistických jednotkách v Mandžusku a později politický komisař 19. armády v Severozápadní polní armádě.
Od roku 1947 zastával funkci vedoucího oddělení jednotné fronty severozápadního byra ÚV KS Číny, v letech 1950–1954 současně předsedal výboru pro záležitosti menšin při severozápadním vojensko-administrativním (od roku 1953 administrativním) výboru, byl také členem výboru pro pozemkovou reformu (1951–1953) a výboru pro politické a právní záležitosti (od 1952) severozápadního vojensko-administrativního výboru.
Roku 1954 byl zvolen poslancem a členem stálého výboru Všečínského shromáždění lidových zástupců (znovuzvolen roku 1959 a 1964). Už v letech 1952–1954 vykonával funkci místopředsedy výboru ústřední lidové vlády pro národnostní menšiny a po roce 1954 zaujímal stejnou funkci – místopředsedy – ve výboru pro národnostní menšiny při státní radě. Současně v letech 1955–1958 působil jako zástupce vedoucího oddělení jednotné fronty ÚV KS Číny. V roce 1956 se účastnil jednání o tibetské otázce. Po druhém zasedání VIII. sjezdu KS Číny v květnu 1958 byl zvolen kandidátem ústředního výboru. V červnu 1958 byl z Pekingu přeložen do autonomní oblasti Ning-sia, v níž se převzal funkci prvního tajemníka oblastního výboru KS Číny, ve funkci ho nakrátko vystřídal Li Ťing-lin, ale od února 1959 byl Wang Feng opět prvním tajemníkem v Ning-sia. V lednu 1961 byl přeložen na místo prvního tajemníka provinčního výboru KS Číny v Kan-su, od roku 1964 byl také tajemníkem severozápadního byra ÚV KS Číny.
Během kulturní revoluce byl onálepkován jako stoupenec návratu ke kapitalismu a donucen k opuštění veřejných funkcí.  Po skončení kulturní revoluce byl na XI. sjezdu KS Číny v srpnu 1977 byl zvolen členem ústředního výboru a vzápětí v září 1977 převzal funkci druhého tajemníka oblastního výboru KS Číny a prvního místopředsedy revolučního výboru v Sin-ťiangu, současně se stal druhým politickým komisařem sinťiangské vojenské oblasti.  V lednu 1978 ve všech třech úřadech postoupil na vedoucí pozici (místo Saifuddina Aziziho), stal se tak prvním tajemníkem sinťiangského oblastního výboru KS Číny, předsedou revolučního výboru v Sin-ťiangu a prvním politickým komisařem sinťiangské vojenské oblasti. V únoru 1978 byl opět zvolen poslancem Všečínského shromáždění lidových zástupců. V srpnu 1979 přišel o pozici předsedy revolučního výboru, v souvislosti s jeho nahrazením lidovou vládou Sin-ťiangu, jejímž předsedou byl zvolen Ismail Ähmäd.  Wang Feng v Sin-ťiangu prováděl politiku umírněné liberalizace, v souladu pozicí centrální vlády, nicméně nedokázal zabránit nespokojenosti Ujgurů, což vzbudilo obavy vedení státu; v říjnu 1981 Wang Fenga v čele strany v Sin-ťiangu proto nahradil Wang En-mao, který spravoval Sin-ťiang v 50. a 60. letech do kulturní revoluce.
Na XII. sjezdu KS Číny v září 1982 odešel z ústředního výboru, náhradou byl zvolen členem ústřední poradní komise (znovuzvolen 1987, členem do roku 1992). V dubnu 1987 byl zvolen i místopředsedou celostátního výboru Čínského lidového politického poradního shromáždění (do konce funkčního období shromáždění v dubnu 1988).
Zemřel roku 1998.